# Markbass
Markbass è un'azienda italiana che produce amplificatori per basso elettrico. Fu fondata nel 2001 da Marco De Virgiliis con il nome 'Parsek srl' per poi modificarsi in Markbass. De Virgiliis lavorava in precedenza come ingegnere in un'azienda di elettronica e in seguito collaborò con Music Man.
Oggi Markbass è affermata a livello globale e i suoi amplificatori sono utilizzati dai più famosi bassisti come Alain Caron, Jeff Berlin, Stuart Hamm, Ares Tavolazzi, Faso, Hadrien Feraud, Joe Dart, Marcus Miller, Mario Guarini, Michael League, Polo Jones, Paolo Costa, Richard Bona, Stanley Sargeant, Victor Bailey, Orson Camillas e molti altri.